# 骨髄炎
骨髄炎（こつずいえん）は、骨髄の炎症。細菌感染によるものがほとんど。原因菌としてはブドウ球菌、緑膿菌、表皮ブドウ球菌、MRSAなどがある。化膿性骨髄炎ともいわれる。急性と慢性に分かれる。

## 概要
骨の組織に、細菌などの微生物が感染して化膿するもので、難治性の疾患である。
骨の外傷（開放性骨折、複雑骨折、粉砕骨折、外科手術、骨髄穿刺、銃による外傷等）などによって、細菌が骨髄に入って増殖して炎症を起こす場合や、血流に乗って細菌が骨髄に達して増殖（血行性感染）して骨髄炎となる場合がある。
そのほか、局所の血行障害（糖尿病、褥瘡）によって生じる皮膚の潰瘍では、バリアーである皮膚が破壊されて骨への感染が起こる場合もある。

## 検査と診断
血液検査とX線検査が基本となる。
血液検査では、白血球数の増加、赤血球沈降速度の亢進、C反応性蛋白（CRP）の陽性など、炎症性の変化を指標にすることが多い。
さらに、骨代謝をアルカリフォスファターゼなどの骨代謝マーカーで検討する場合もある。
急性化膿性骨髄炎の初期段階では、X線像では変化が現れにくく、その場合はMRIや骨シンチグラフィによる画像検査が有効である。
慢性化膿性骨髄炎では、X線検査、MRI、骨シンチグラフィ、瘻孔造影（うみが出ている孔から造影剤を注入）などで病変部の範囲を確認する。
また、問題のある箇所の骨やうみを採取し、創培養や血液培養を行い、原因となる菌を特定する。

## 病態

### 急性化膿性骨髄炎
新生児期や学童期に多くみられるが、外傷性の場合、成人にもみられる。多くは大腿骨や脛骨に起こる。かつては死亡する病気であったが、抗生物質の発達により今ではほとんど死亡することはなくなった。しかし近年、MRSAなどが感染し発病する場合もあり、治療の対応によっては、重篤な状態に陥ったり、慢性化して再発をくり返すこともある。成長に伴い下肢の変形や短縮などの問題がおこる場合もある。悪寒、高熱、局所の疼痛が主な症状である。亜急性とよばれるゆっくりとした症状もある。患部は腫れ、乳幼児では手足を動かそうとすることができなくなる。初期段階では、X線検査をしても変化が現われず、MRIや骨シンチグラフィーによる画像検査が有効とされる。一刻も早く治療開始することが重要である。

### 慢性化膿性骨髄炎
急性のものが慢性化するものと、最初から慢性型で発病し、骨腫瘍と疑われるようなものがある。慢性型は再発をくり返し、生涯続く場合もある。

### 治療の方法
一般的には、安静にし、抗生物質を4～8週間、静脈注射をする。抗生物質は原因菌に対する薬剤感受性検査を行い、感受性のある薬剤を使用する。
しかし、薬剤への耐性を獲得した耐性菌（MRSA等）が出現する場合もある。その場合は抗生物質の系統を変更し、投与を続ける。
こうした繰り返しの結果、ほとんどの抗生物質が効かない事態も出てくる。その場合、好中球の減少等、免疫力が低下し重篤になる場合も稀に起こりうる。
慢性化の場合、高圧酸素治療を行うこともある。
外科的治療は、感染部の異物や壊死した皮膚・腐骨組織を掻破、除去する。（デブリードマン）
この時、縫合せず創を開放状態にし、患部に対し持続灌流(じぞくかんりゅう)を行うこともある。
持続灌流とは、生理食塩水を患部に流して洗浄するとともに、壊死に陥った組織を排出する目的で行うものである。
時間の経過とともに、欠損部の肉芽が自然に盛り上がってくるが、感染兆候が収まらない場合、再度、掻破、除去する。
骨欠損部が広範囲に渡るような場合には、骨を他の部位（腸骨等）から移植したり、変形や短縮が起こった場合にはイリザロフ創外固定術等により骨延長を行うこともある。
このような場合は治療期間が数年単位になる事も珍しくはない。